# ساختمان شینجوکو میتسویی
ساختمان شینجوکو میتسویی، (به ژاپنی: 新宿三井ビル) آسمان‌خراش ۵۵ طبقه به ارتفاع ۲۱۲ متر، با کاربری اداری-تجاری است، که در منطقه شینجوکو، شهر توکیو، ژاپن مستقر می‌باشد. پروژه ساخت این ساختمان در سال ۱۹۷۲ آغاز شد و در سال ۱۹۷۴ تکمیل و افتتاح گردید. ساختمان شینجوکو میتسویی متعلق به شرکت میتسویی فادوسان است، که دفتر مرکزی آن نیز در همین ساختمان قرار دارد.